# Grafický design
Grafický design je kategorie umění. Grafický design slouží vizuální komunikaci prostřednictvím typografie, ilustrace a fotografie. Výtvarné návrhy grafického designu jsou většinou vytvářeny na objednávku za určitým účelem a jsou určeny k polygrafickému zpracování nebo pro displeje. Grafičtí designéři používají, vytvářejí a kombinují struktury, figury, znaky a symboly (obrazy a text) za účelem vytvoření vizuální reprezentace myšlenek. Používají skladebné metody a principy, o kterých podrobně hovoří teorie vizuální komunikace. 
K distribuci grafického designu slouží různá tištěná média, billboardy, internet, v televize, filmu a další.
Grafický design pracuje s mnoha sdělovacími útvary, např. s logotypem, inzerátem, plakáty, letákem, úpravou knih či časopisů, web designem a mnoha dalšími.
Lidé v grafickém designu si říkají: designéři, grafici, typografové, reklamní grafici, kreativní grafici, DTP operátoři, infografici, 3D grafici, sazeči, zlomaři, layouteři apod.